# Марк Кеннеді
Марк Кеннеді (5 лютого 1982 , Сент-Алберт, Альберта ) — канадський керлінгіст, олімпійський чемпіон 2010 року, бронзовий призер Олімпійських ігор 2022 року, чемпіон світу.